# Гура-Веїй (Васлуй)
Гура-Веїй (рум. Gura Văii) — село у повіті Васлуй в Румунії. Входить до складу комуни Стенілешть.
Село розташоване на відстані 293 км на північний схід від Бухареста, 32 км на схід від Васлуя, 71 км на південний схід від Ясс, 135 км на північ від Галаца.

## Населення
За даними перепису населення 2002 року у селі проживали 507 осіб, усі — румуни. Усі жителі села рідною мовою назвали румунську.